# Don Jaffé

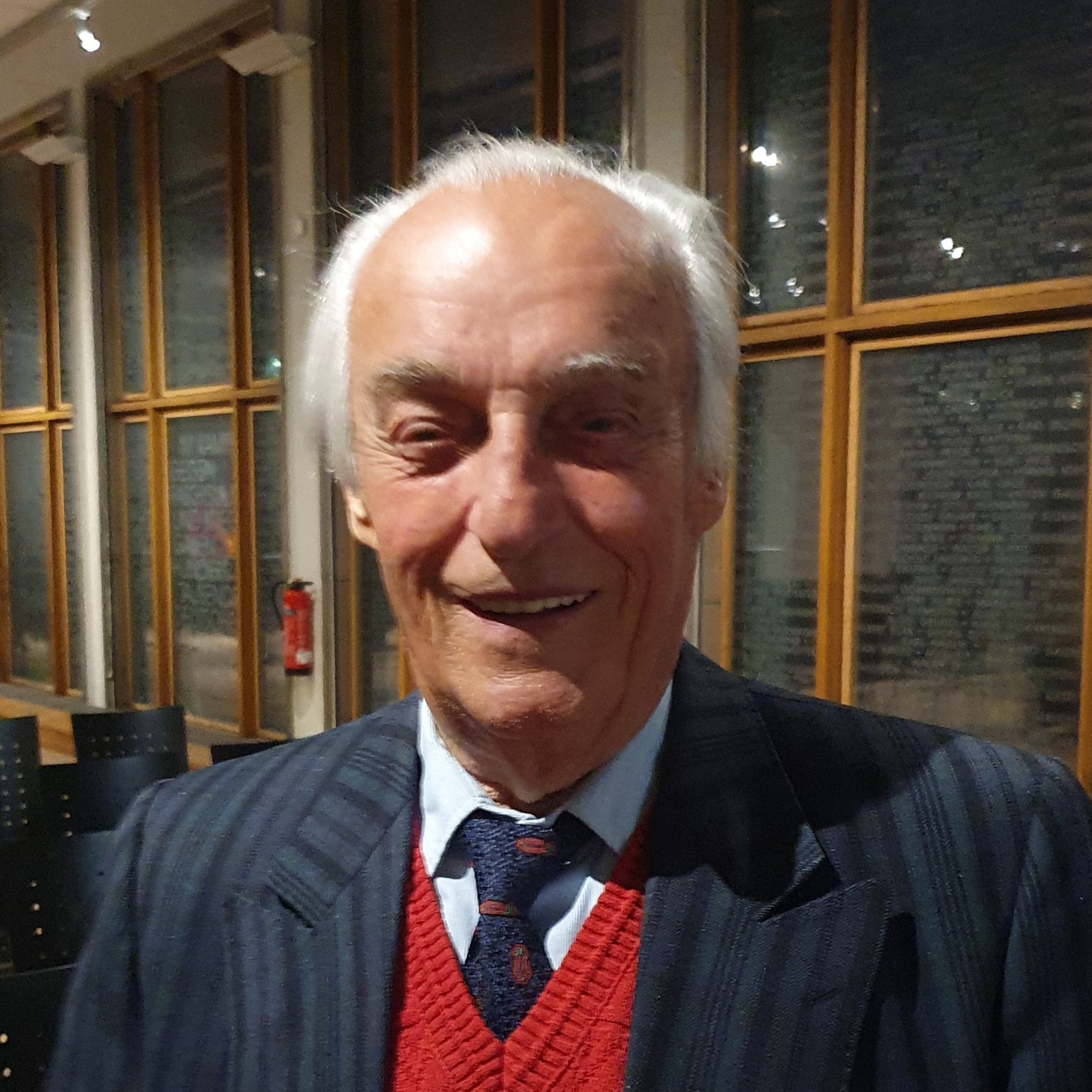
Don Jaffé 2025

Don Jaffé (* 24. Januar 1933 in Riga) ist ein deutsch-israelischer Musiker und Komponist.

## Biografie

### Familie
Jaffé ist der Sohn von Jakov Jaffé, der in Berlin Elektrotechnik studiert hatte, und Ella Jaffé, die in Riga die deutsche Kommerzschule besuchte. Der jüdische Vater wohnte dann in Riga in Lettland. 1941 – das Deutsche Reich eroberte im Zweiten Weltkrieg auch Lettland – musste die jüdische Familie nach Sibirien in die Sowjetunion fliehen und überlebte dort. Die gesamte Großfamilie mit 70 Verwandten in Lettland und Litauen wurde hingegen ermordet.
1956 heiratete er Elza Jaffé; die Kinder Ramón (* 1962, heute Cellist) und Diana (* 1969, heute Autorin und Gender-Marketingexpertin) wurden geboren. Er wohnt seit 1975 in Bremen.

### Ausbildung und Beruf
Ende 1944 kehrte er nach Riga zurück. 1947 erhielt der vierzehnjährige Jaffé den ersten Cello-Unterricht an der Musikschule für besonders begabte Kinder. 1951 – nach nur vier Jahren – hatte er bereits als Streicher die Musikausbildung am Konservatorium Riga erfolgreich und als erster Schüler absolviert.
Jaffé war danach als Solist und Kammermusiker tätig und hatte internationale Erfolge. Er wirkte zudem mit einer Lehrtätigkeit am Lettischen Konservatorium Riga. 
1971 siedelte die Familie wegen zunehmender antisemitischer Stimmungen und Repressalien in der UdSSR nach Israel über. Jaffé übte eine Lehrtätigkeit an der Rubin-Academy of Music in Jerusalem aus und spielte im Radio-Orchester Jerusalem. Er nahm 1973 aktiv am Jom-Kippur-Krieg teil. 
1974 zog die Familie nach Deutschland, da hier – so Jaffé – „ihre kulturellen Wurzeln lagen“. Jaffé war 1974 als Solo-Cellist bei den Berliner Symphonikern. 1975 wurde er Mitglied des Bremer Philharmonisches Staatsorchesters. Er nahm zudem eine Lehrtätigkeit an der Hochschule für Künste Bremen auf. 1985 wurde er durch den Bremer Senat zum Kammermusiker ernannt.

### Komponist
Vor seiner Pensionierung im Jahr 1997 begann er mit seinem Wirken in der Komposition. Seine Werke sind durch die jüdische und seine persönliche Geschichte geprägt und „oft thematisch den Shoah-Opfern gewidmet“. Erste kompositorische Erfolge ermutigten ihn zur Fortsetzung seines Werks.
Jaffé erinnert in seinen Werken an die Verfolgung des jüdischen Volkes mit den Worten: „Es ist meine Mission, musikalische Mahnmale zu erstellen.“ Er stellt aber auch fest: „Die Generation der Enkel kann ja nichts für die Taten der Vorfahren.“

## Werke
- Passionen, Sonate für Violoncello solo, 1997
- Shoa, Sonate für Violoncello solo
- Serefinas Träume, Sonatino für Violoncello und Klavier
- Lior, Sonatino für Violoncello und Klavier
- Darum siehe, die Zeit wird kommen, Streichtrio
- Prolog zu Rabbi von Bacherach nach Heinrich Heine, für Violoncello und Sprecher
- Via dolorosa ebraica, Sonate für Violoncello und Klavier, 2007
- Saulkrasti, Suite-Fantasie für Violoncello und Harfe
- Die letzten Tage, Suite für Violoncello und Geige
- Ballade über die Forelle und das Leben des Franz Schuberts, für Violoncello, Violine und Harfe
- Durch die Zeit, für Violoncello und Orgel
- Todesfuge, Gedicht von Paul Celan, für Violoncello, Orgel und Chor
- Choro-Symphonie, für Chor und Violoncello
- Anni horribili, Kammersymphonie
- Symphonie El sueno de la razón produce monstruos (Schlaf der Vernunft gebiert Ungeheuer) nach Francisco de Goya, Symphonieorchester
- Exodus 1971,  Kammersinfonie für Cello, Klavier und Streichorchester
- Symphonischer Roman, Doppelkonzert für Viola, Cello und Orchester